# Bugulma

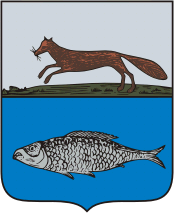
Bugulmas vapen.

Bugulma (ryska: Бугульма, tatariska: Бөгелмә/Bögelmä) är en stad i sydvästra Ryssland. Staden ligger i republiken Tatarstan och hade 86 747 invånare i början av 2015.